# Sean McNamara
Sean Patrick Michael McNamara (Burbank, 9 de maio de 1962) é um cineasta, ator, roteirista e produtor de cinema estadunidense, conhecido por ter dirigido Soul Surfer, além de vários outros.
Ele e David Brookwell fundaram a produtora Brookwell McNamara Entertainment.  McNamara continuou a criar e produzir programas para a MTV, The N, Nickelodeon, Disney Channel e Cartoon Network.